# Neil Zaza
Neil Zaza (Northfield Center, 1964) è un chitarrista statunitense.
È originario dell'Ohio ed è un chitarrista strumentale melodico. È conosciuto per la sua accuratezza tecnica e per gli adattamenti di pezzi classici di Bach e Mozart.

## Biografia
Apparì per la prima volta in un CD come ospite speciale invitato dalla The Hartford Symphony Orchestra. Nei suoi album appaiono spesso ospiti illustri quali:
- Jordan Rudess - tastierista dei Dream Theater, nell'album When Gravity Fails
- Michael Anthony - bassista dei Van Halen, nell'album When Gravity Fails e nei progetti attuali in studio
- Steve Smith e Ross Valory - dai Journey, nell'album Starring at the Sun.

Ha condiviso il palco con influenti chitarristi solisti come Joe Satriani e Steve Vai. I suoi due dischi One Silent Night sono stati registrati dal vivo al Palace Theater di Cleveland assieme alla Cleveland Rock Orchestra e, tra i vari brani, compaiono le rivisitazioni dei più celebri brani di Natale.
Attualmente la Neil Zaza Band è un trio con Walter Cerasani al basso e Enrico Cianciusi alla batteria.
Nel 2008 registra un riff di chitarra per il singolo dell'album di esordio di Elya, per la single track Brivido.
Nel 2010 partecipa al disco d'esordio di Fabio Colella Real X, registrando le parti di chitarra solista nei brani Quarta e Fankio.

## Strumentazione
Neil Zaza è stato endorser Cort con i modelli NZS1 (transblue/tastiera in ebano) ed NZS2 (transred/tastiera in acero) ma utilizza anche altre chitarre tra cui una Ernie Ball Axis Hard Tail cui risulta esser particolarmente legato. Da qualche anno è endorser per le chitarre Carvin. Tra i suoi effetti a pedale compaiono molti Boss (Digital Delay, Line Selector e Chromatic Tuner) oltre ad un Wah della Vox e ad un Tube Screamer della Ibanez: è endorser ufficiale della linea di pedali Baby Boom della Biyang Technologies.

## Discografia
Album in studio
- 1992 - Two Hands One Heart
- 1993 - Thrills & Chills
- 1996 - Sing
- 1996 - Ten Zen Men
- 2001 - Staring at the Sun
- 2002 - One Silent Night Volume 1
- 2002 - One Silent Night Volume 2
- 2004 - Melodica
- 2006 - When Gravity Fails
- 2011 - 212
- 2012 - Clyde the Cat
- 2015 - Peach
- 2022 - Vermeer

Live
- 1997 - Snap Crackle Pop
- 2014 - Alive In Denmark

### Collaborazioni
- 2008 - Elya/Brivido
- 2010 - Fabio Colella/REAL X